# Samurai Marathon - I sicari dello shogun
Samurai Marathon - I sicari dello shogun (サムライマラソン?, Samurai marason, noto anche con il titolo internazionale Samurai Marathon 1855) è un film del 2019 scritto e diretto da Bernard Rose, liberamente ispirato alla prima maratona giapponese documentata.

## Trama
Nel 1855, l'intero Giappone viene colto di sorpresa dall'approdo del commodoro americano Matthew Perry con le sue "navi nere"; il feudatario della piccola Annaka, Katsuakira Itakura, credendo che gli stranieri avessero in realtà intenzioni ostili e progettassero di mettere le proprie mani sull'intero stato, decide di dare vita a una sorta di "esercitazione generale" per tutto il suo corpo militare: dato che da oltre due secoli non erano più avvenuti conflitti nel paese, temeva infatti che esso non fosse in grado di respingere un attacco a sorpresa. L'esercitazione sarebbe stata una maratona della lunghezza di 15 ri – equivalenti a circa 58 km – e il corridore più veloce avrebbe visto esaudito un proprio desiderio.
Jinnai Karasawa, giovane samurai alle dipendenze di Itakura, ma in realtà – come avveniva da generazioni all'interno della sua famiglia, e all'insaputa persino della sua stessa moglie – un ninja al servizio dello shōgun, temendo che l'intera mobilitazione ponesse le basi per una rivolta, invia d'impulso una missiva in cui segnala al regnante il pericolo. Dopo aver compreso le vere intenzioni di Itakura, consapevole di essere caduto vittima di un grosso malinteso, cerca di recuperare la lettera, ma invano: per impedire che lo shogun, Iesawa Tokugawa, invii un drappello di sicari – che avrebbero ucciso l'innocente Itakura, oltre che effettuato una dura rappresaglia con la città – decide così di partecipare alla maratona, per risolvere personalmente la questione.
In realtà i vari corridori sono spinti da motivazioni differenti, e non tutti desiderano ottenere il premio promesso al vincitore:
- Yuki Itakura, figlia di Katsuakira, tenta infatti di fuggire dal regno del padre per intraprendere una carriera di pittrice a Edo ed evitare un matrimonio combinato
- Heikuro Tsujimura, arrogante ma leale suddito di Itakura e promesso sposo di Yuki, incaricato di ritrovarla; il giovane è accompagnato da due amici e scudieri ai suoi ordini, Ninzaemon Momose e Togo Okajima
- Mataemon Kurita, ex-capo delle guardie a protezione di Itakura, congedato perché ormai sessantenne, vuole dimostrare di essere ancora capace di compiere adeguatamente il proprio lavoro
- Hironoshin Uesugi, noto per essere uno dei corridori più veloci della regione, desidera non essere più un semplice fante ed essere nominato samurai, così da assicurare una vita dignitosa alla moglie e al figlio
- Kazuma Kakizaki, capo-contabile, che partecipa accompagnato dagli altri samurai – tra cui Yoshikuni Ueki – per dovere e con il solo scopo di non far fare brutta figura al proprio gruppo, pur sapendo di non avere possibilità di vittoria

Nel frattempo, lo shogun invia un gruppo di sicari armati di rivoltella – dono fatto da Perry in seguito allo sbarco – guidati dal perfido Hayabusa, anch'egli originario di Annaka e che perciò conosceva con precisione il territorio; gli assassini rapidamente giungono al posto di blocco alle porte di Annaka, uccidono tutte le guardie e tentano anche di eliminare la principessa, precedentemente scoperta e dunque fermata dai funzionari. Durante la maratona, iniziano così a essere svelati i primi inganni, e lo scudiero Ueki dimostra di essere un traditore; dopo aver capito che Karasawa avrebbe tentato di impedire ai sicari di portare a termine il proprio obiettivo, tenta inoltre di ucciderlo, tuttavia nel combattimento che ne consegue ha la peggio. Anche Okajima si rivela corrotto: getta l'amico Momose da un precipizio e tenta di assassinare Tsujimura, che tuttavia cade in un fiume e ha modo di rivelare l'accaduto a Karasawa e alla principessa Yuki, scampata miracolosamente all'agguato; Karasawa uccide dunque Okajima ed esorta tutti gli altri corridori a tornare a palazzo.
Pur essendo trafelato, il gruppo di maratoneti riesce ad arrivare in tempo ed evitare che la situazione prenda una piega completamente drammatica: tutti i sicari – mediante abili stratagemmi – vengono eliminati, tranne Hayabusa, il quale invece era rimasto a palazzo tenendo come "ostaggio" Itakura, che aveva già incontrato in passato e per cui provava odio misto a invidia. Per uccidere Hayabusa e salvare il feudatario, Karasawa è costretto a utilizzare una particolare tecnica ninja insegnatagli dal padre, che tuttavia fa saltare la sua copertura, rivelando a tutti i presenti la sua condizione di spia; Karasawa confessa quindi la verità e – giunta nel frattempo la notte – è pronto a eseguire il suicidio mediante seppuku, dinnanzi anche alla moglie. La principessa Yuki, commossa, tenta però di dissuadere il padre dall'esecuzione della pena capitale; quest'ultimo, dopo aver provato il senso di giustizia di Karasawa ed essendo a lui grato per avergli salvato la vita, decide così di concedergli il suo perdono.
Nel discorso che segue, Katsuakira Itakura si congratula con tutti i corridori per la loro fedeltà, considerandoli tutti "vincitori" a pari merito: Mataemon, Uesugi e Tsujimura potranno dunque vedere avverati i loro desideri; a Yuki, sua figlia, concede di partire per Edo, dove i suoi disegni avrebbero riscosso grande successo; Karasawa continuerà a essere un samurai, accompagnato però dalla stima di Itakura e dalla possibilità di gettare le basi di un rapporto ben più sincero con la moglie e il figlio. Se poco tempo dopo i giapponesi sarebbero stati costretti a capitolare dinnanzi alle richieste americane, al contrario la maratona avrebbe riscosso un successo tale da essere organizzata con cadenza annuale, arrivando ai giorni nostri, in cui la corsa viene ancora effettuata.

## Distribuzione
In Giappone la pellicola ha goduto di una distribuzione cinematografica ad opera della Gaga Corporation, a partire dal 22 febbraio 2019; in Italia il film è giunto direttamente in home-video e streaming dal 18 marzo 2021, mediante Eagle Pictures.

### Edizione italiana
La direzione del doppiaggio – effettuato a Roma, presso la CD Cine Dubbing – e i dialoghi italiani di Samurai Marathon - I sicari dello shogun sono stati curati da Edoardo Cannata, assistito da Viola Privitera.